# ورام ليفي عصبي
الورام الليفي العصبي (بالإنجليزية: Neurofibromatosis)‏ هو مجموعة مكونة من ثلاثة حالات تنمو فيها الأورام خلال الجهاز العصبي، والأنواع الثلاثة هي الورم العصبي الليفي من النوع الأول (NF1)، والورم العصبي الليفي من النوع الثاني (NF2)، والورام الشفاني. وتشمل أعراض NF1 ظهور بقع بنية فاتحة على الجلد، والنمش في الإبط والفخذ، ونتوءات صغيرة في الأعصاب، وانحراف العمود الفقري جانبيا، بينما قد يكون هناك فقدان للسمع، وإعتام عدسة العين في سن مبكرة، ومشاكل في التوازن، وضمور العضلات في NF2. عادة ما تكون الأورام غير سرطانية.
سبب الورام الليفي العصبي هو طفرة جينية في بعض الجينات، وتكون نصف الحالات موروثة من والدي الشخص، بينما يحدث في البقية خلال التطور المبكر للطفرات الجديدة. وتشمل الأورام الخلايا الداعمة في الجهاز العصبي أكثر من الخلايا العصبية، وتكون الأورام في NF1 هي الأورام العصبية الليفية (أورام الأعصاب الطرفية)، بينما في NF2، الأورام الشفانية هي الأكثر شيوعا. ويعتمد التشخيص عادة على العلامات والأعراض ويُدعم أحيانا من خلال الاختبارات الجينية.
لا يوجد وقاية أو علاج معروفا، ويمكن إجراء الجراحة لإزالة الأورام التي تسبب مشاكل أو التي أصبحت سرطانية، ويمكن أيضا استخدام العلاج الإشعاعي والعلاج الكيميائي في حالة حدوث السرطان. وقد تساعد زراعة القوقعة الصناعية أو زرع جهاز جذع الدماغ السمعي بعض الذين يعانون من فقدان السمع.
في الولايات المتحدة، حوالي 1 من كل 3500 شخص لديهم NF1 و1 من كل 25,000 لديهم NF2، ويتأثر به الذكور والإناث على حد سواء بالتساوي. في NF1، غالبا ما تكون الأعراض موجودة عند الولادة، وتتطور قبل 10 سنوات من العمر، وفي حين أن الحالة عادة ما تزداد سوءا بمرور الوقت، فإن معظم الناس الذين يعانون من NF1 لديهم متوسط العمر المتوقع طبيعي، بينما قد لا تظهر أعراض في NF2 حتى مرحلة البلوغ المبكر، ويزيد NF2 من خطر الوفاة المبكرة. وتعود أوصاف الحالة إلى القرن الأول.

## العلامات والأعراض

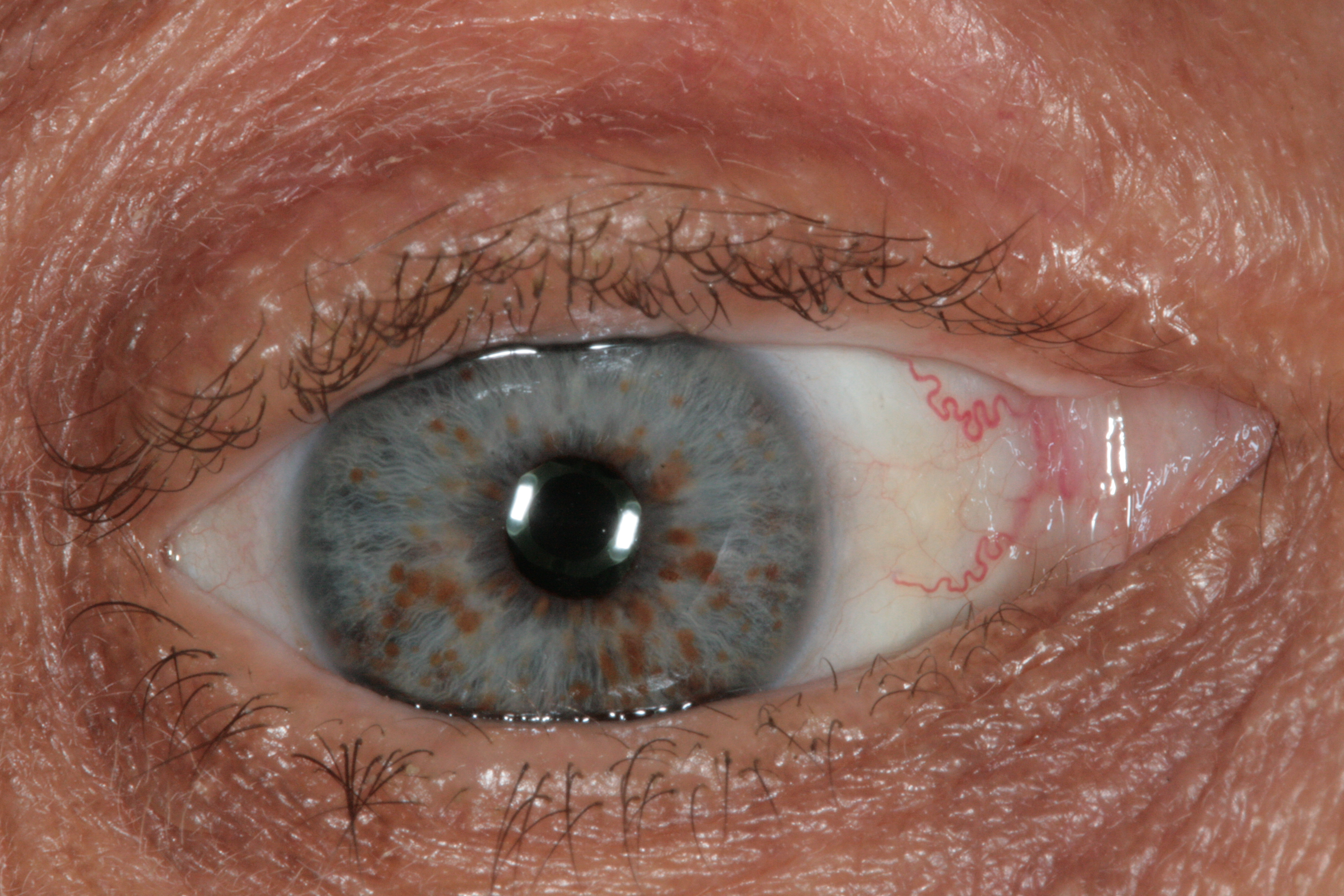
عقيدة ليخ في الورم الليفي العصبي من النوع الأول

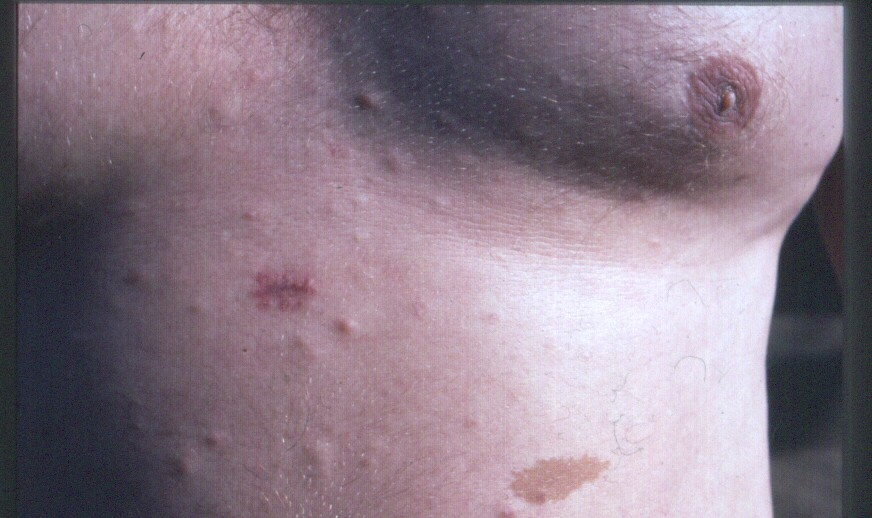
شخص مصاب بالعديد من الأورام الليفية العصبية الصغيرة في الجلد و «بقع القهوة بالحليب» (أسفل الصورة، إلى يمين الوسط)، وتم أخذ خزعة من أحد الآفات.

قد يسبب الورم الليفي العصبي من النوع الأول مشاكل في التعلم والسلوك في وقت مبكر من الحياة، وحوالي 60٪ من الأطفال الذين يعانون منه يكون لديهم بعض الصعوبات في المدرسة. ومن حيث العلامات السريرية، قد يكون ما يلي موجودا:
- ستة أو أكثر من البقع الجلدية البنية («بقع القهوة بالحليب»)
- اثنان من الأورام العصبية الليفية على الأقل
- اثنان من الأورام على الأقل على قزحية العين
- النمو غير الطبيعي للعمود الفقري (انحراف العمود الفقري جانبيا)

## الأسباب
الورام العصبي الليفي هو اضطراب مسؤول عنه جينات جسمية سائدة، مما يعني أن هناك حاجة إلى نسخة واحدة فقط من الجين المصاب من أجل تطور الاضطراب. وإذا كان أحد الوالدين لديه ورام ليفي عصبي، فإن أطفاله يكون لديهم فرصة بنسبة 50٪ لتطوير الحالة أيضا، ولكن لا تؤثر شدة حالة الوالد على الطفل، فقد يكون الطفل مصاب بورم ليفي عصبي بسيط من النوع الأول على الرغم من أنه قد ورثه من أحد الوالدين الذي يكون مصاب بالشكل الحاد من الاضطراب، وأنواع الورام العصبي الليفي هي:
- الورم العصبي الليفي من النوع الأول، الذي ينمو فيه أورام في النسيج العصبي (الأورام الليفية العصبية) والتي قد تكون حميدة، وقد يسبب أضرارا جسيمة عن طريق ضغط الأعصاب والأنسجة الأخرى.[10]
- الورم العصبي الليفي من النوع الثاني، الذي تتطور فيه الأورام العصبية السمعية الثنائية (أورام العصب السمعي أو العصب القحفي الثامن والمعروفة أيضا باسم الشفاني، وغالبا ما يؤدي إلى فقدان السمع.[11]
- الورام الشفاني، الذي تتطور فيه أورام شفانية مؤلمة على الأعصاب الشوكية والطرفية.[12]

## الفسيولوجيا المرضية
تتكون الفسيولوجيا المرضية للورام العصبي الليفي من النوع الأول من بروتين جينات NF1. هذا البروتين هو بروتين مثبط للورم، وبالتالي يكون بمثابة منظم إشارات تكاثر وتمايز الخلايا، وقد يؤثر الخلل في النيوروفيبرومين على التنظيم، مما يسبب تكاثر الخلايا غير المنضبط. وتتضمن خلايا شوان في الورم العصبي الليفي طفرة في أليلات NF1.

## التشخيص
يعتبر الورام الليفي العصبي أحد المتلازمات العصبية الجلدية. ويتم تشخيصه عبر الوسائل التالية:
- التصوير الشعاعي
- التصوير بالرنين المغناطيسي أو التصوير المقطعي
- تخطيط أمواج الدماغ
- الفحص بالمصباح الشقي
- الاختبارات الجينية
- علم الانسجة

### التفريق التشخيصي
تشمل الحالات التي يمكن الخلط بينها وبين الورام العصبي الليفي: متلازمة ليوبارد، ومتلازمة ليجيوس.

## العلاج
الاستئصال الجراحي للأورام هو خيار متاح، ولكن يجب تقييم المخاطر المعنية أولاً. وفيما يتعلق بأورام المسار البصري الدبقية، فالعلاج المفضل هو العلاج الكيميائي. ولا يُنصح بالعلاج الإشعاعي لدى الأطفال الذين يعانون من هذا الاضطراب، فمن المستحسن فحص الأطفال الذين تم تشخيصهم بـNF1 في سن مبكرة كل عام، مما يسمح بمراقبة أي نمو أو تغييرات محتملة تتعلق بهذا الاضطراب.

## توقع سير المرض
في معظم الحالات، تكون أعراض NF1 خفيفة، ويعيش الأفراد المصابون حياة طبيعية ومنتجة. وفي بعض الحالات الأخرى، قد يكون NF1 شديدا، مما يسبب مشاكل تجميلية ونفسية، بينما يختلف مسار NF2 اختلافا كبيرا بين الأفراد، فقد تكون بعض حالات NF2 التي تسبب ضررا بالهياكل الحيوية القريبة، مثل الأعصاب القحفية الأخرى وجذع الدماغ مهددة للحياة. ويعاني معظم الأفراد المصابين بالورام الشفاني من ألم شديد، ويكون الألم شديدا ومسببا للعجز في بعض الحالات القصوى.

## وبائيات
يحدث NF1 في 1 من كل 3000 فرد، وهو منتشر بين الرجال والنساء بالتساوي، وهو ضمن أكثر اضطرابات الجهاز العصبي الموروثة شيوعا. وينخفض متوسط العمر المتوقع بين الأشخاص المتضررين بين 10-15 سنة مقارنةً بمتوسط العمر للشخص الطبيعي.

## روابط خارجية
- National Institute of Neurological Disorders and Stroke - information on Neurofibromatosis